# Zuzwil (Saint-Gall)
Pour les articles homonymes, voir Zuzwil.

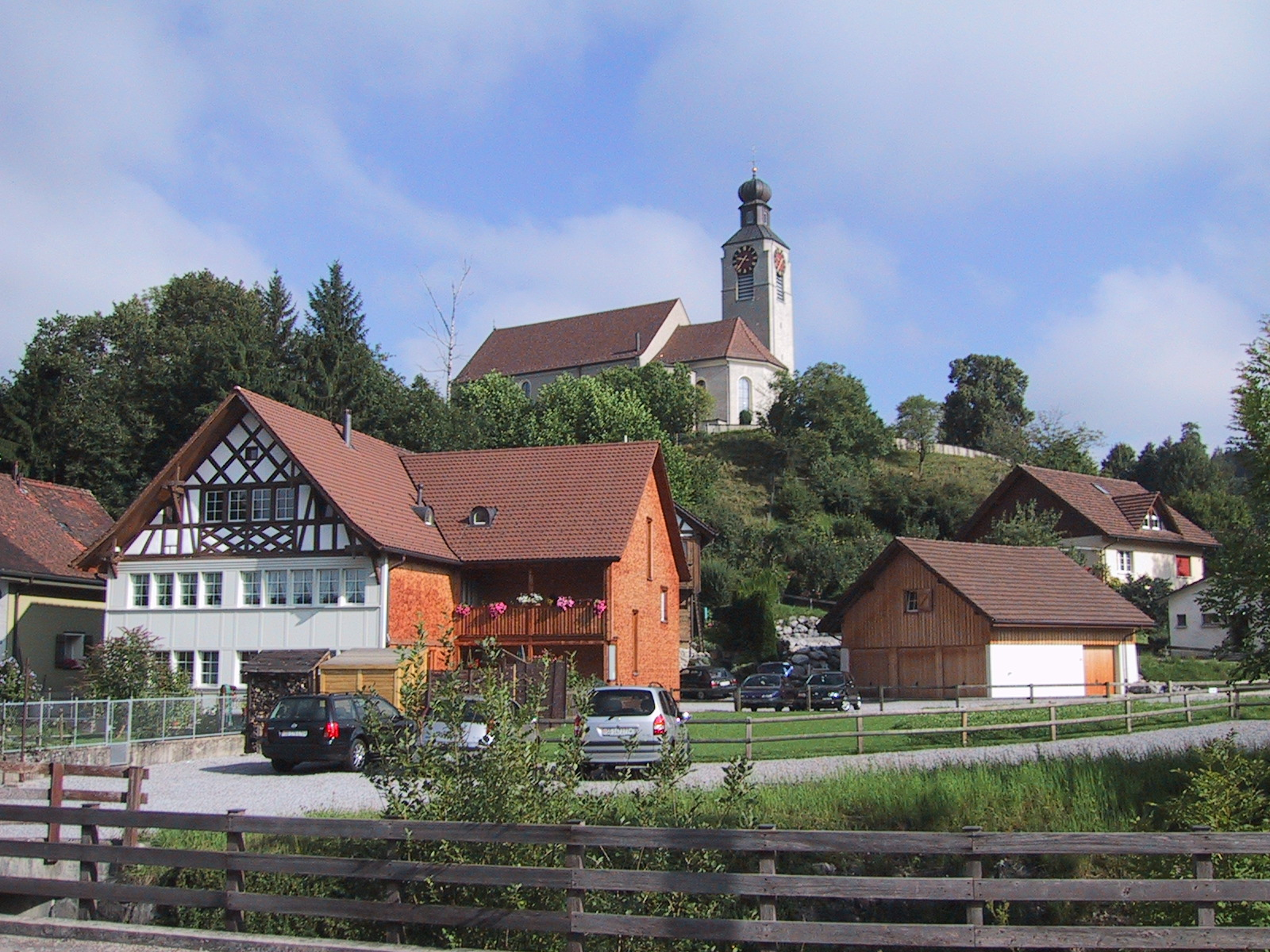

Zuzwil est une commune suisse du canton de Saint-Gall, située dans la circonscription électorale de Wil.

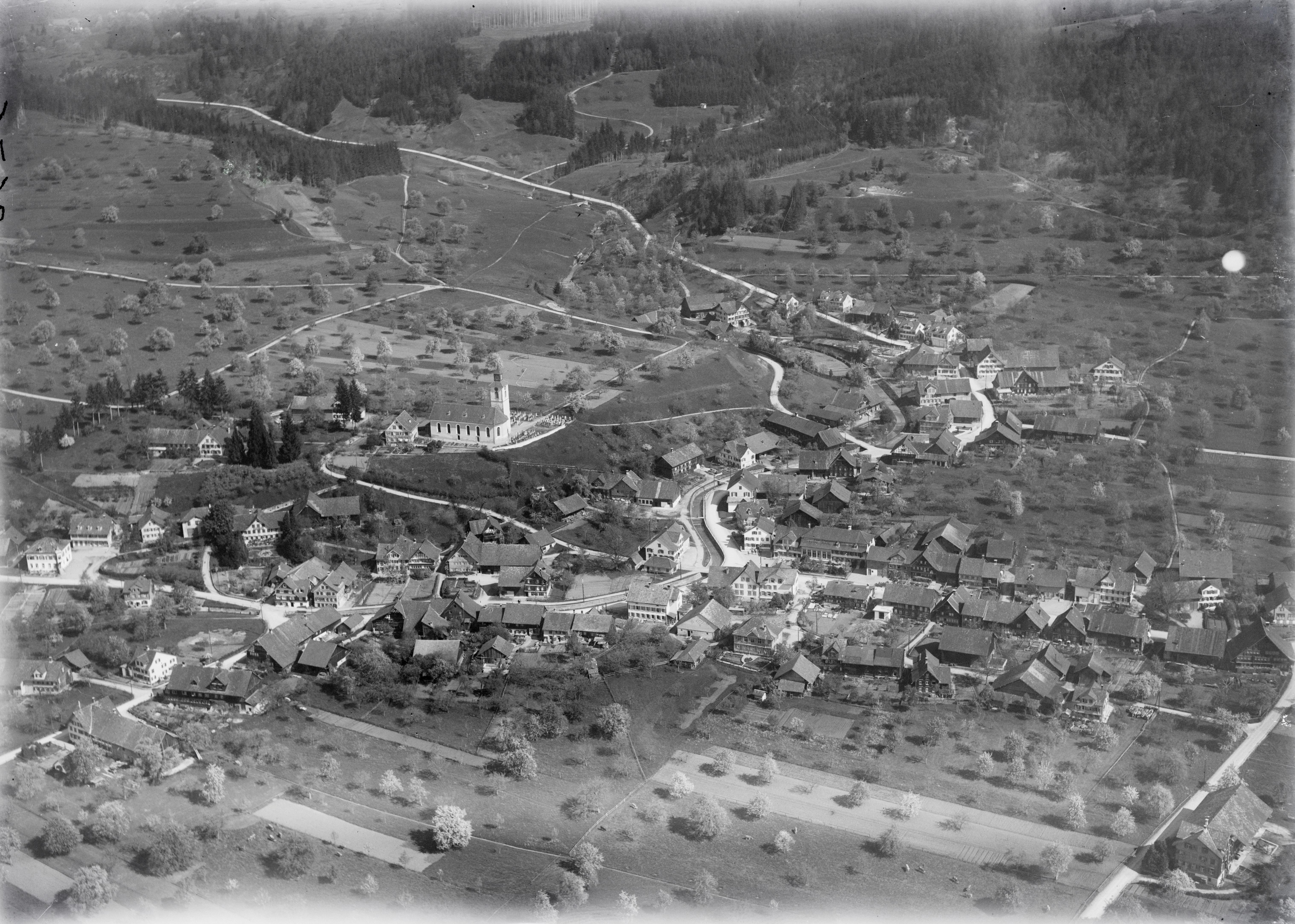
Photo aérienne prise à 300 m par Walter Mittelholzer (1920)